# Hyposmocoma kaupo
Hyposmocoma kaupo — вид молі. Ендемік гавайського роду Hyposmocoma.

## Поширення
Живе на сході острова Мауї, у районі Кауп-Геп, що і відображено у її назві.

## Опис
Розмах крил 12,2-13,3 мм. Личинки живуть на вкритих лишайником прибережних скелях. Харчуються лишайником.